# نجد العلبة (إب)

تعديل مصدري - تعديل

نجد العلبة محلة تابعة لقرية عدن مغربة، التابعة لعزلة بلادشار بمديرية إب إحدى مديريات محافظة إب في الجمهورية اليمنية، بلغ تعداد سكانها 45 حسب تعداد اليمن لعام 2004.